# Marcin Firlej
Marcin Firlej (ur. w 1975 w Rejowcu Fabrycznym) – polski dziennikarz, korespondent telewizyjny, reporter wojenny.

## Życiorys
Student dziennikarstwa na Wydziale Dziennikarstwa i Nauk Politycznych Uniwersytetu Warszawskiego. Od maja 2008 do maja 2014 roku pracował w TVP. Najpierw w redakcji Wiadomości, a od kwietnia 2009 jako korespondent w Waszyngtonie. Poprzednio reporter radia RMF FM oraz TVN24, wcześniej współpracownik Gazety Wyborczej oraz dziennika Życie. Współzałożyciel lokalnego radia Bon Ton w Chełmie.
Najbardziej rozpoznawalny stał się dzięki relacjom z konfliktów zbrojnych. Po 11 września 2001 wyjechał do Pakistanu, relacjonował wojny w Afganistanie oraz Iraku. Podczas konfliktu irackiego w kwietniu 2003 wraz z Jackiem Kaczmarkiem (reporterem Polskiego Radia) zostali uwięzieni przez żołnierzy wojsk Saddama Husajna pod miejscowością Al Hilla w południowym Iraku. Po dobie spędzonej w niewoli udało im się uciec podczas amerykańskiego szturmu na miasto. 4 maja 2008 po raz pierwszy wystąpił jako dziennikarz Wiadomości w TVP1 (relacjonował sytuację w Gruzji).
Specjalizuje się w problematyce krajów muzułmańskich. W latach 2003–2008 wielokrotnie odwiedził Irak oraz Afganistan, gdzie zrealizował m.in. dwa filmy dokumentalne dla Discovery Historia: Legenda zniszczonych gigantów (o posagach starożytnych Buddy w Bamjan) i Niezdobyta dolina (o Dolinie Pandższeru).
Od kwietnia 2008 reporter Wiadomości TVP1; w tej pracy odwiedził Haiti, Górski Karabach, relacjonował atak terrorystyczny na hotel Taj Mahal w Bombaju oraz zamieszki w Grecji w grudniu 2008. W styczniu 2009 przez trzy tygodnie z Izraela przekazywał informacje o wojnie w Strefie Gazy. Od 1 kwietnia 2009 do 26 maja 2014 stały korespondent TVP w Waszyngtonie. Od 7 listopada 2016 roku był korespondentem w Waszyngtonie dla kanału Nowa TV. Obecnie redaktor naczelny serwisu holistic.news.

## Geopolityka
Związany z ruchem o wyzwolenie Tybetu. Kilkakrotnie odwiedził tybetańską diasporę w Dharamsali w Indiach, relacjonując między innymi problemy uchodźców, antychińskie wystąpienia przed olimpiadą w Pekinie oraz działalność XIV Dalajlamy i Tybetańskiego Rządu na Uchodźstwie.
Autor książki o wojnie w Iraku zatytułowanej Szum skrzydeł Azraela.

## Życie prywatne
Jego żoną jest Anna Maria Firlej, od 2013 zatrudniona w Ambasadzie RP w USA.